# Коморный, Сергей Вячеславович
Сергей Вячеславович Коморный (род. 23 мая 1963 года в Чугуеве) — советский и украинский художник.

## Биография
Коморный постигал первые азы живописи в чугуевской детской художественной школе. В 1982 году он окончил Харьковское государственное художественное училище, дизайнерское отделение. С 1988 года ведёт активную творческую и общественную деятельность, постоянный участник многочисленных международных, всеукраинских, персональных выставок, которые проводятся Министерством культуры Украины, Национальным союзом художников Украины. Участник международных пленэров, конференций на Украине, в России, Австрии, Германии. С 2003 года — член Национального союза художников Украины. Соучредитель, почётный член Европейской академии живописи «LeonArt» (Германия). Награждён Почётной Грамотой Министерства культуры Чувашской Республики (г. Чебоксары, Россия), лауреат международной премии имени И. Е. Репина. Произведения художника находятся в Государственных и частных собраниях Украины, России, США, Австрии, Германии, Израиля.
Главными темами творчества Коморного являются символизм, религиозная, мифологическая тематика, портреты, обнажённая натура, пейзажи и натюрморты.

## Персональные выставки
- 2001 — Харьков, галерея «Даис»
- 2002 — Харьков, галерея «Даис»
- 2003 — Клагенфурт, Австрия «Atelier Slocker»
- 2004 — Бад-Пирмонт, Германия, Академия живописи «LeonArt»
- 2004 — Харьков, Дом Нюрнберга
- 2004 — Харьков, галерея «Даис»
- 2005 — Чугуев, галерея лауреатов Премии им. И. Е. Репина
- 2007 — замок Kalkhorst, Германия
- 2007 — Бад-Пирмонт, Германия, галерея «Teppich Haus Persia»
- 2007 — Чугуев, галерея лауреатов Премии им. И. Е. Репина
- 2008 — Харьков, Дом Художника
- 2010 — Сумы, Сумской художественный музей
- 2011 — Чугуев, художественный музей И. Е. Репина